# Kryterium Asów Polskich Lig Żużlowych im. Mieczysława Połukarda 1987
VI Kryterium Asów Polskich Lig Żużlowych im. Mieczysława Połukarda odbył się 29 marca 1987. Zwyciężył Wojciech Żabiałowicz.

## Wyniki
- 29 marca 1987 (niedziela), Stadion Polonii Bydgoszcz

| Msc. | Zawodnik              | Klub                  | Pkt  |               |  |
| ---- | --------------------- | --------------------- | ---- | ------------- |  |
| 1    | Wojciech Żabiałowicz  | Apator Toruń          | 13+3 | (3,3,1,3,3)   |  |
| 2    | Eugeniusz Błaszak     | Unia Tarnów           | 13+2 | (2,3,3,3,2)   |  |
| 3    | Ryszard Dołomisiewicz | Polonia Bydgoszcz     | 13+1 | (3,3,2,2,3)   |  |
| 4    | Andrzej Huszcza       | Falubaz Zielona Góra  | 10   | (1,3,3,0,3)   |  |
| 5    | Zenon Kasprzak        | Unia Leszno           | 10   | (2,2,3,2,1)   |  |
| 6    | Zdzisław Rutecki      | Polonia Bydgoszcz     | 9    | (3,2,3,1,0)   |  |
| 7    | Ryszard Franczyszyn   | Stal Gorzów Wlkp.     | 9    | (1,1,2,2,3)   |  |
| 8    | Wojciech Załuski      | Kolejarz Opole        | 7    | (w,2,0,3,2)   |  |
| 9    | Roman Jankowski       | Unia Leszno           | 7    | (3,1,1,2,0)   |  |
| 10   | Marek Kępa            | Motor Lublin          | 6    | (1,2,3,u,0)   |  |
| 11   | Marek Ziarnik         | Polonia Bydgoszcz     | 6    | (2,d,0,2,2)   |  |
| 12   | Grzegorz Dzikowski    | Wybrzeże Gdańsk       | 6    | (0,1,2,1,2)   |  |
| 13   | Piotr Podrzycki       | Start Gniezno         | 4    | (2,0,1,0,1)   |  |
| 14   | Henryk Bem            | ROW Rybnik            | 3    | (d,0,1,1,1)   |  |
| 15   | Bolesław Proch        | Polonia Bydgoszcz     | 1    | (w,d,1,ns,ns) |  |
| 16   | Sławomir Drabik       | Włókniarz Częstochowa | 0    | (0,d,d,0,0)   |  |